# Cràter de Vredefort
El cràter de Vredefort és el major cràter d'impacte verificat a la Terra. Està localitzat a la província d'Estat Lliure de Sud-àfrica i rep el nom de la vila de Vredefort, situada al seu centre. També se'l coneix pels noms de la Cúpula de Vredefort o l'Estructura d'Impacte de Vredefort. L'any 2005, la Cúpula de Vredefort va ser inclosa a la llista del Patrimoni de la Humanitat de la UNESCO pel seu interès geològic.

## Formació i estructura
S'estima que l'asteroide que impactà a Vredefort és un dels majors a xocar contra la Terra (almenys, des de l'eó Hadeà fa uns quatre mil milions d'anys). Es calcula que l'asteroide feia aproximadament entre 5 i 10 quilòmetres de diàmetre.
El cràter té un diàmetre aproximat d'entre 250 i 300 quilòmetres, més gran que els de la conca de Sudbury (200 km) i que el cràter de Chicxulub (170 km). Això converteix Vredefort en la major estructura d'impacte de la Terra, amb l'excepció de si s'arribés a considerar el cràter de la Terra de Wilkes com una altra estructura d'impacte (500 km). L'edat del cràter de Vredefort s'estima en 2.023 ± 4 milions d'anys, durant l'era paleoproterozoica. És el segon cràter més antic conegut, uns 300 milions d'anys més jove que el cràter de Suavjärvi, a Rússia.
Originàriament, es pensava que la cúpula al centre del cràter havia estat formada per una explosió volcànica, però a mitjans de la dècada dels 90 les proves mostraren que va ser el lloc d'impacte d'un bòlid de grans dimensions, ja que foren trobats alguns cons estellats molt reveladors al llit del proper riu Vaal.
El lloc d'impacte del cràter de Vredefort és un dels pocs cràters amb múltiples anelles de la Terra, tot i que són prou comuns a la resta del sistema solar. L'exemple més conegut d'aquest tipus de cràters el trobem a Cal·listo, el satèl·lit de Júpiter, on podem trobar el cràter Valhalla, tot i que també a la Lluna hi ha cràters d'aquest tipus. La majoria de cràters amb múltiples anelles de la Terra han estat destruïts per processos geològics com la tectònica de plaques i l'erosió.
Llocs propers com el complex Igni de Bushveld i la conca de Witwatersrand van ser creats durant aquest mateix període, cosa que porta a especular que les masses i energies cinètiques del bòlid de Vredefort foren de la magnitud suficient com per induir tota la regió a un procés de vulcanisme. Bushveld és el lloc on hi ha la major part de les reserves conegudes de metalls del grup del platí, mentre que a la conca de Witwatersrand hi ha una de les més importants reserves d'or.